# Lamborina
A lamborina ou tapiucaba (Polybia dimidiata) é uma espécie de vespa bastante agressiva. Possui cerca de 20 mm de comprimento, com cabeça e tórax negros, abdome avermelhado. Tais vespas fazem ninhos alongados que atingem 1 metro de comprimento. Também são conhecidas pelos nomes de caboclo-grande, tapiocaba, tapiú e tapiucaba.